# Il fiume del grande caimano
Il fiume del grande caimano è un film italiano del 1979 diretto da Sergio Martino.

## Trama
Durante l'inaugurazione di un villaggio turistico, una modella scompare dopo essere uscita una notte sul fiume con il proprio compagno diretti ad un'isola vicina. Si scopre che il fiume è infestato da un gigantesco caimano.